# Колекція трактатів Томасона про громадянську війну
Колекція трактатів Томасона про громадянську війну  складається з більш ніж 22 000 брошур, бортів, рукописів, книг, та аркушів новин, більшість з яких були надруковані і поширені в Лондоні з 1640 по 1661. Колекція являє собою основне джерело для політичної, релігійної, військової та соціальної історії Англії в останні роки правління короля Карла I, час англійської громадянської війни, період Міжвладдя, і англійське Відновлення короля Карла II.

## Збирання колекції
Продавець книг і видавець Джордж Томасон (пом. 1666), який мав магазин на території Собору Святого Павла в Лондоні, методично збирав і зберігав роботи більше двох десятиліть. Трактати складаються з найрізноманітніших матеріалів, в тому числі проповідей, пісень, політичних промов, дискусій, думок, жартів, пліток, статей новин, описів суду і страти Карла I, рахунків битв громадянської війни, повідомлень з парламенту, і кілька публікацій, які регулярно з'являлись, і які історики вважають предками сучасних газет. Колекція Томасона становить приблизно 80 відсотків від опублікованих робіт випущених в Англії в цей період.  
Томасон часто робив рукописні анотації на трактати, надаючи таку інформацію, як дати публікації і авторство анонімних творів. У бурхливі роки громадянської війни і протекторату Олівера Кромвеля Томасон переміщував колекцію кілька разів, щоб захистити найбільш дискусійні роботи від знищення урядом чи опозицією цензури. 